# Романюк Павло Віталійович
Павло́ Віта́лійович Романю́к — молодший сержант Збройних сил України, учасник російсько-української війни, що відзначився у ході російського вторгнення в Україну. Герой України (2025).

## Життєпис
Родом із села Буцинь Дубівської громади Волинської області. Під час служби зазнав важкого поранення, після лікування повернувся до лав Збройних сил України.

## Нагороди
- Звання Герой України з врученням ордена «Золота Зірка» (27 червня 2025) — за особисту мужність і героїзм, виявлені у захисті державного суверенітету та територіальної цілісності України, самовіддане служіння Українському народові[2].